# Nederländerna i olympiska sommarspelen 1972
Nederländerna deltog med 119 deltagare vid de olympiska sommarspelen 1972 i München. Totalt vann de tre guldmedaljer, en silvermedalj och en bronsmedalj.

## Medaljer

### Guld
- Hennie Kuiper - Cykling, linjelopp.
- Wim Ruska - Judo, tungvikt.
- Wim Ruska - Judo, öppen viktklass.

### Silver
- Mieke Jaapies - Kanotsport, K-1 500 meter.

### Brons
- Roel Luynenburg och Ruud Stokvis - Rodd, tvåa utan styrman.